# Lotta libera ai Giochi della X Olimpiade - Pesi leggeri
La competizione della categoria pesi leggeri (fino a 66 kg) di lotta libera dei Giochi della X Olimpiade si è svolta dal 1° al 3 agosto al Grand Olympic Auditorium di Los Angeles.

## Formato
Ad ogni incontro venivano assegnate le seguenti penalità:
- 0 = Al vincitore per schienata
- 1 = Al vincitore ai punti
- 3 = Allo sconfitto

Con cinque punti o più di penalità il lottatore veniva eliminato.

## Risultati
| Legenda                                  | Legenda |
| ---------------------------------------- | ------- |
| Lottatore con 5 penalità o più Eliminato |         |

### 1º Turno
| Vincitore         | Pen. | Risultato | Sconfitto          | Pen. |
| ----------------- | ---- | --------- | ------------------ | ---- |
| Gustaf Klarén     | 1    | Ai punti  | Howie Thomas       | 3    |
| Melvin Clodfelter | 1    | Ai punti  | Kustaa Pihlajamäki | 3    |
| Károly Kárpáti    | 0    | Schienata | Eitaro Suzuki      | 3    |
| Charles Pacôme    | 1    | Ai punti  | Osvald Käpp        | 3    |

### 2º Turno
| Vincitore          | Pen. | Risultato | Sconfitto         | Pen. |
| ------------------ | ---- | --------- | ----------------- | ---- |
| Gustaf Klarén      | 1    | Schienata | Melvin Clodfelter | 4    |
| Kustaa Pihlajamäki | 4    | Ai punti  | Howie Thomas      | 6    |
| Charles Pacôme     | 1    | Schienata | Eitaro Suzuki     | 6    |
| Károly Kárpáti     | 1    | Ai punti  | Osvald Käpp       | 6    |

### 3º Turno
| Vincitore          | Pen. | Risultato | Sconfitto      | Pen. |
| ------------------ | ---- | --------- | -------------- | ---- |
| Kustaa Pihlajamäki | 5    | Ai punti  | Gustaf Klarén  | 4    |
| Melvin Clodfelter  | 5    | Ai punti  | Károly Kárpáti | 4    |
| Charles Pacôme     | 1    | -         | Esente         |      |

### 4º Turno
| Vincitore      | Pen. | Risultato | Sconfitto     | Pen. |
| -------------- | ---- | --------- | ------------- | ---- |
| Charles Pacôme | 2    | Ai punti  | Gustaf Klarén | 7    |
| Károly Kárpáti | 4    | -         | Esente        |      |

### 5º Turno
| Vincitore      | Pen. | Risultato | Sconfitto      | Pen. |
| -------------- | ---- | --------- | -------------- | ---- |
| Charles Pacôme | 3    | Ai punti  | Károly Kárpáti | 7    |

## Classifica finale
| Pos.    | Atleta             | Nazione     |
| ------- | ------------------ | ----------- |
| Oro     | Charles Pacôme     | Francia     |
| Argento | Károly Kárpáti     | Ungheria    |
| Bronzo  | Gustaf Klarén      | Svezia      |
| 4       | Kustaa Pihlajamäki | Finlandia   |
| 4       | Melvin Clodfelter  | Stati Uniti |
| 6       | Eitaro Suzuki      | Giappone    |
| 6       | Howie Thomas       | Canada      |
| 6       | Osvald Käpp        | Estonia     |